# Galator
Galator is een Italiaans historisch motorfietsmerk.
Silvio Galiacco uit Turijn produceerde in 1933 onder deze merknaam motorfietsen die met 74- en 98cc-Sachs-motoren uitgerust waren.